# C.P. Company

Unternehmenslogo (2010)

C.P. Company ist ein 1974 in Ravarino gegründetes italienisches Modelabel.
Unter dem Markennamen C.P. Company wird Freizeitbekleidung im oberen Mittelpreissegment für Herren und Kinder sowie bis 2010 auch für Damen angeboten. Die Marke ist bekannt für funktionales Modedesign und den Einsatz unkonventioneller High-Tech-Materialien. C.P. Company gehörte zusammen mit der 1982 ins Leben gerufenen Schwester-Marke Stone Island zunächst zur C.P. Company SpA und von 1993 bis 2010 zur italienischen Sportswear Company SpA. Anfang 2010 wurde die Marke C.P. Company von der italienischen FGF Industry SpA gekauft und Ende 2015 von dem chinesischen Textilhersteller Tristate Holding Ltd. übernommen.

## Unternehmensgeschichte

### Massimo Osti
Der italienische Werbegrafik-Designer Massimo Osti (* 6. Juni 1944 in Baricella (Bologna); † 6. Juni 2005 in Bologna) begann in den späten 1960ern damit, Freizeit-Bekleidung mit ursprünglich für den Papierdruck entwickelten Verfahren zu dekorieren. 1974 nannte er sein in Ravarino mit einem T-Shirt-Hersteller neu gegründetes Unternehmen Chester Perry. Der Firmenname leitet sich von einem britischen, auch in Italien veröffentlichten, Comic-Strip von Frank Dickens ab, dessen Protagonist Bristow in einer Fabrik namens Chester Perry arbeitet. 1978 wurde das Unternehmen, auch wegen drohender Rechtsstreitigkeiten aufgrund von Namensähnlichkeit mit Fred Perry und Chester Barrie (britischer Herrenschneider), in C.P. Company umbenannt. Osti machte sich durch experimentelle Färbetechniken, unkonventionelle Materialbehandlungen und innovative Stoffentwicklungen aus artfremden Branchen wie der Raumfahrt und Medizintechnik in der Sportswear-Branche einen Namen. Seine Herrenkollektionen folgten dem Leitsatz „Form follows function“, und seine Inspirationen suchte er oftmals in der Welt der funktionalen Arbeitskleidung und der per se praktischen Militär-Uniformen.
1978 kam eine Kleinkind-Kollektion namens C.P. Baby hinzu, und in den frühen 1980ern lancierte Osti neben der gediegeneren Hauptkollektion C.P. Company die sportlichere, preisgünstigere Nebenlinie Boneville (1981) sowie die progressive Zweitlinie Stone Island (1982, ursprünglich und bis Ende der 1980er: Stone Island Marina). Den Namen „Boneville“ entlehnte Osti dem gleichnamigen Motorrad des Herstellers Triumph. Osti hatte mit Abdeckplanen für LKW, mit Canvas und Nylon sowie der Stonewash-Technik experimentiert und war auf einen wendbaren, zweifarbigen Stoff (Tela Stella) gestoßen, aus dem er die erste Stone Island Kollektion mit niedriger Stückzahl kreierte, welche umgehend ausverkauft war. Der Name Stone Island, ursprünglich von Ostis Frau Daniela als „isola di pietra“ (dt. „Stein-Insel“) vorgeschlagen, solle die Freiheit einer Insel und die Unverwüstbarkeit von Stein symbolisieren. Der Kompass, den Osti – selbst begeisterter Segler und Sportler – auf Stoff-Etiketten (die sogenannten „badges“) außen an den Kleidungsstücken anbringen ließ, stand für die offene See und die ständige Suche nach dem Neuen. Osti galt seit 1973 als Pionier der Stückfärbung („tinto in capo“), bei der im letzten Arbeitsschritt die bereits fertiggestellten, oftmals aus verschiedenen Materialien zusammengesetzten, Kleidungsstücke gefärbt werden, statt zu Anfang des Prozesses die Stoffe oder einzelnen Fäden zu färben. Auch die Stonewash-Methode machte sich Osti zunutze.
1983 verkaufte Osti seinen Anteil von 50 Prozent am Unternehmen C.P. Company, das ihm zusammen mit dem Textilhersteller Trabaldo Togna aus Biella gehörte, an die GFT-Gruppe, einen italienischen Textil- und Lizenzmode-Hersteller, blieb aber Chef-Designer. Osti wollte sich auf das Design konzentrieren und sich das Geschäftliche von anderen abnehmen lassen. Die Zeitschrift C.P. Magazine, die an Zeitungsständen verkauft wurde und im Grunde als Kollektionskatalog fungierte, wurde 1985 ins Leben gerufen.
Neue, teils futuristisch anmutende, Produktentwicklungen dieser Zeit und der folgenden Jahre, welche oftmals mit Patenten einhergingen, waren mit einer (hauchdünnen) Gummi-Schicht einseitig bezogene Baumwolle (Stone Island Raso Ray Parka, 1983), Wolle (Stone Island Rubber Wool Parka, 1986) oder Flachs, um Wasserdichtigkeit zu erzeugen, sowie ein Stoffmaterial, das nach einer Quarz-Behandlung durch Wärmeeinwirkung seine Farbe veränderte (Stone Island Ice Jacket, 1985), mit Stahlfäden versetztes Stoffmaterial oder die Kombination von Leinen, Baumwolle und Gummi (C.P. Company Linien Mix Jacket, 1987) und die Verarbeitung von Glaspartikeln im Obermaterial (Stone Island Reflective Jacket, 1989). 1988 präsentierte er für C.P. Company zu Ehren des Mille-Miglia-Cup die 1000-Miglia Goggle Jacket (dt. Schutzbrillenjacke), in deren Kapuze eine Schutzbrille und im Ärmel in Handgelenkhöhe eine runde ‚Guck-Glasscheibe‘ für die Sicht auf die Armbanduhr integriert waren. Von 1987 bis 1991 gab es zudem die hochpreisige C.P. Collection, welche 1994 für kurze Zeit wiederbelebt wurde. Trotz des großen kommerziellen Erfolges blieb der introvertierte Osti als Designer stets im Hintergrund, weil er wollte, dass die Funktionalität, Innovation und Ästhetik seiner Mode die Zielgruppe anspricht. Er selbst sah sich eher als Produktdesigner denn als Modeschöpfer.
Ab Mitte der 1980er Jahre wurden vornehmlich Stone Island und C.P. Company beliebte Marken der englischen Fußballszene. Das Unternehmen hatte daher in Folge mit dem Image zu kämpfen, eine „Hooligan-Marke“ zu sein, wenngleich dieser Umstand die Absatzzahlen in Großbritannien in die Höhe trieb.

### Carlo Rivetti
1989 wurde Carlo Rivetti, Sohn des GFT-Eigners, zum Geschäftsführer von C.P. Company SpA bestellt. Innerhalb der GFT-Gruppe wurde C.P. Company SpA, und damit die Marken C.P. Company und Stone Island, in der konzerneigenen Sportswear Company SpA angesiedelt. 1991 übernahm GFT die restlichen 50 Prozent an C.P. Company SpA von Trabaldo Togna. Im Februar 1991 wurde ein C.P. Company-Ladengeschäft im New Yorker Flatiron Building eröffnet (1996 geschlossen), eine Investition, die 2 Mio. US-Dollar gekostet haben soll. Als GFT 1993 die C.P. Company SpA verkaufen wollte, übernahmen Carlo Rivetti und seine Schwester Cristina mit ihrer Firma Rivetex die Sportswear Company SpA. Osti verließ das Unternehmen 1993, um sich anderen Projekten zu widmen. Abseits der Mode wurde er beispielsweise 1989 und 1992 in den Stadtrat von Bologna gewählt. Sein Design-Nachfolger wurde der Modeschöpfer Romeo Gigli. Für Stone Island arbeitete Osti noch kurze Zeit als Designer weiter. Die Stone Island-Kollektion Sommer 1995 war allerdings die letzte von Osti designte. Die Boneville-Kollektion wurde eingestellt. Osti hatte über die Jahre ein Archiv mit 50.000 Stoffmustern und Kleidungsstücken angelegt. Osti führte in Folge unter anderem das Massimo Osti Studio (1994 als Massimo Osti Production gegründet) fort, das sein Sohn Lorenzo nach dem Tod seines krebskranken Vaters übernahm und bis heute betreibt. In den 1990er Jahren wurde die Kinderkollektion C.P. Company undersixteen lanciert. 1994 kam die C.P. Company Donna-Damenlinie zum Portfolio hinzu. Seit 1995 besteht ein Vertrag mit einem koreanischen Lizenznehmer, der in Korea eigene C.P. Company-Boutiquen betreibt.
Neue Designer
Der italienische Designer Moreno Ferrari übernahm die kreative Leitung der C.P. Company-Kollektionen und der englische Designer Paul Harvey, der auch schon die Boneville-Kollektion co-designt hatte, zeichnete für Stone Island verantwortlich. Ferrari entwickelte für C.P. Company anknüpfend an Ostis funktionale Innovationen ab 1998 das Urban Protection-Konzept: Jacken mit integrierter Smog-Maske (Metropolis), Lärmschutz- (Life) und Sicherheitsalarm (Munch) oder Schutzbrille (Goggle Jacket); Jacken und Westen, die einen faltbaren Aluminium-Tretroller (Move), eine Taschenlampe (Solo) oder ein Diktiergerät (R.E.M.) enthielten. Ab 2000 wurde das Transformables-Projekt mit Westen und Jacken präsentiert, die sich zu aufblasbaren Rettungskissen, Sesseln oder Luftmatratzen umfunktionieren ließen oder Regencapes, die zum Zelt wurden.
Expansion
1999 eröffnete Sportswear Company nach Mailand (Flagship-Store) und Saint-Tropez (kleiner Concept Store) ein drittes Ladengeschäft für C.P. Company und Stone Island in Londons Stadtviertel Soho. Im Jahr 2000 beschäftigte Sportswear Company 113 Mitarbeiter und erreichte einen Umsatz von rund 100 Mio. DM. Italien und Großbritannien stellten die Hauptabsatzmärkte des Unternehmens dar, danach folgten Deutschland, Japan und die USA.
2001 wurde Alessandro Pungetti als Herrenmode-Designer bei C.P. Company angestellt. Für Stone Island wurde im gleichen Jahr die etwas niedrigpreisigere Stone Island Denims-Kollektion kreiert (zur Saison Herbst/Winter 2009 eingestellt). 2006 wurde die Kinderkollektion Stone Island Junior präsentiert. Der Umsatz von Sportswear Company lag 2006 bei 57 Mio. Euro, wovon 75 Prozent im Ausland generiert wurden. 2007 lag der Umsatz von Sportswear Company bei rund 62 Mio. Euro. 2008 wurden für die Marken C.P. Company und Stone Island mithilfe des italienischen Internet-Händlers Yoox Online-Shops auf den jeweiligen Homepages lanciert. Harvey verließ Stone Island 2008, seither kümmerte sich ein Design-Team unter der Leitung der Designerin Gionata Malagodi, die bereits zwischen 1994 und 1998 (anfangs noch zusammen mit Osti), für das Stone Island.Design verantwortlich war, um die Kollektionen. Der Umsatz lag 2008 bei 62 Mio. Euro. 2009 machte die Marke Stone Island 60 Prozent des Gesamtumsatzes aus (aufgeteilt in: 70 Prozent Stone Island, 22 Prozent Stone Island Denim, 8 Prozent Stone Island Junior), C.P. Company generierte 40 Prozent der Gesamterlöse (aufgeteilt in: 80 Prozent C.P. Company (Herren), 12 Prozent C.P. Company Donna (Damen), 8 Prozent C.P. Company undersixteen). Die Damenkollektion wurde in Folge verschmälert. Ebenso 2009 wurde eine deutsche Vertriebs-Tochter der Sportswear Company im Modezentrum Fashion Mall München etabliert und der Schotte Wallace Faulds, ein ehemaliger Designer für Burberry und John Galliano, als Kreativdirektor für C.P. Company von Rivetti berufen.

### FGF Industry
Anfang 2010 verkaufte Rivetti die Marke C.P. Company nach Umsatzeinbrüchen an den italienischen Unternehmer Enzo Fusco und dessen Firma FGF Industry SpA in Montegaldo (Padua), um sich voll auf die Marke Stone Island und deren Ausbau, besonders auch in Deutschland, konzentrieren zu können. FGF Industry gehört seit 2001 die Exklusivlizenz und das Distributionsrecht für die Modesparte Blauer. USA des US-amerikanischen Uniform-Herstellers Blauer sowie seit 2012 die Distributionslizenz der Modemarke Ten C. Der neue Designer für C.P. Company war zunächst Fucso selbst. Die Sommerkollektion 2011 unter neuer Führung wurde im Juni 2010 in Florenz bei der Modemesse Pitti Uomo mit einem Fokus auf Klassiker der vergangenen C.P. Company-Kollektionen präsentiert. Die Damenmode wurde – mit der Option sie zu einem späteren Zeitpunkt wieder ins Programm zu nehmen – eingestellt. Seit Ende 2012 fungieren der Italiener Alessandro Pungetti und der Brite Paul Harvey, ehemalige C.P. Company- und Stone Island-Designer, als Kreativdirektoren für C.P. Company. Der deutsche Vertrieb wurde durch eine Düsseldorfer Agentur gesteuert. 2013 wurde eine C.P. Company-Boutique in London unweit des London Palladium eröffnet, die als einzige bis heute besteht.

### TriState Holding
Im November 2015 wurde C.P. Company von dem chinesischen Textilhersteller Tristate Holding Ltd. aus Hongkong für 19,2 Millionen Euro übernommen. Eingefädelt hatte den Verkauf von FGF an Tristate der Sohn von Massimo Osti, Lorenzo Osti, der einen fünfprozentigen Minderheitsanteil an der neuen C.P. Company hält und als Marketing-Direktor eingestellt wurde. Die Designer Pungetti und Harvey wurden übernommen. Der Umsatz im Jahr 2014 von C.P. Company betrug 9 Millionen Euro, wovon 80 Prozent außerhalb Italiens generiert wurden. Im Frühjahr 2018 kollaborierte C.P. Company mit Adidas Originals und präsentierte eine Kollektion von Bekleidung und Schuhen im typischen Stil der beiden Marken. Der CEO von Tristate Holding, Peter Wang, beförderte Lorenzo Osti im Frühjahr 2019 zum Verwaltungsratsvorsitzenden (president) von C.P. Company.

## Boutiquen
Außer der C.P. Company Flagship-Boutique in London betrieb FGF Industry für seine Unternehmensmarken in den 2010er Jahren in Mailand, Rom, Padua, Cortina d’Ampezzo, Olbia, San Teodoro und Senigallia sogenannte FGF Stores, in denen auch die C.P. Company-Kollektionen angeboten wurden. Diese Läden wurden schließlich in Blauer. USA-Boutiquen umgewandelt.
Unter der Regie von Tristate werden C.P. Company-Ladengeschäfte in Mailand (seit 2019), London, Amsterdam (seit 2020) und Peking (2×) geführt; in Paris und Osaka bestehen Shops-in-shop in Luxus-Warenhäusern. Die C.P. Company Ladengeschäfte in Korea existieren weiterhin.